# Матинян, Наталья Никитична
Наталья Никитична Матинян (10 ноября 1936, Ленинград, СССР — 22 октября 2020, Санкт-Петербург, Россия) — советский и российский учёный-почвовед, кандидат биологических наук (1968), доктор сельскохозяйственных наук (1999), профессор, заведующий лабораторией географии почв кафедры почвоведения и экологии почв биолого-почвенного факультета Санкт-Петербургского государственного университета.
Почётный член Общества почвоведов им. В.В. Докучаева. Академик Европейской академии естественных наук (2014).

## Биография
Матинян родилась 10 ноября 1936 года в Санкт-Петербурге.
В 1959 году завершила обучение в Ленинградском государственном университете на биолого-почвенном факультете
Затем до 1961 года в Ленинградском НИИ водного хозяйства работала инженером. После направилась в Агрофизический НИИ на должность младшего научного сотрудника.
В 1964 году завершила обучение в аспирантуре в Ленинградском университете. В 1968 году ей была присуждена степень кандидата биологических наук.
С этого времени её научной деятельностью на протяжении последующих десятилетий стали почвы на ленточных глинах, которая привела её к присуждению докторской степени сельскохозяйственных наук в 1999 году.
В 1969 году она направилась в Биологический НИИ, где на протяжении почти 4-ёх десятилетий стала единственной и бессменной заведующей лабораторией географии почв. Матинян проводила исследования в области экологии, генезиса и географии почв, в том числе картографирование почвенного покрова в самых разных регионах СССР. Она также исследовала геохимию почв Северо-Запада, принимала участие в составлении геохимических карт.
В 2014 году ей было присвоено звание профессора.

### Достижения
Матинян опубликовала 14 монографий, 4 учебно-методических пособий и более 300 научных работ.
Является обладателем премии Президента РФ (2000), почётной грамоты Министерства образования РФ (2013), медали «Санкт-Петербургский государственный университет», премии СПбГУ «За научные труды» (дважды), Благодарственным письмом ректора СПбГУ (2017). В 2014 году она была удостоена звания академика Европейской академии естественных наук (Ганновер, Германия).

### Должности
С 2004 года Матинян возглавляла Петербургское отделение Общества почвоведов им. В.В. Докучаева. На этой должности она подготовила уникальный биографический справочник «Почвоведение в Санкт-Петербурге: XIX-XXI вв.» (2013 год).